# Saint-Romain-Lachalm
Saint-Romain-Lachalm – miejscowość i gmina we Francji, w regionie Owernia-Rodan-Alpy, w departamencie Górna Loara.
Według danych na rok 1990 gminę zamieszkiwały 693 osoby, a gęstość zaludnienia wynosiła 36 osób/km² (wśród 1310 gmin Owernii Saint-Romain-Lachalm plasuje się na 318. miejscu pod względem liczby ludności, natomiast pod względem powierzchni na miejscu 475.).